# Gerania
Gerania (en griego: Γεράνεια, romanizado: Geraneia) es una cadena montañosa en Grecia entre Ática y el Peloponeso en el istmo de Corinto. Su punto más alto es el pico Makryplagi, de 1351 m.
La cordillera de Gerania, que cubre la parte norte del istmo entre el golfo de Corinto y el golfo Sarónico, tiene una longitud norte-sur de aproximadamente 5-10 km y una extensión de este a oeste de unos 30 km. La vegetación de Gerania incluye bosques en el sur, oeste y norte, con una altura por debajo de 900 a 1000 m, tierras áridas en la parte central y pastizales y algunos arbustos al noroeste. Al sur, se encuentran tierras de cultivo y alguna tierra árida. 
Al este de la cordillera de Gerania se encuentra la ciudad de Mégara y al suroeste la ciudad de Corinto. La cordillera comprende las comunas de Mégara y Loutraki-Agioi Theodoroi.
El nombre de la montaña se remonta a tiempos antiguos. Fue un escenario de la guerra del Peloponeso, cuando los corintios y sus aliados ocuparon las alturas de Gerania y marcharon a Mégara, con una gran fuerza.

## Ecología
Los montes de Gerania constituyen una zona protegida de Natura 2000. Se han contado más de 950 especies de mamíferos y pájaros.